# Arnaud Amaury
Arnaud Amaury (także Arnold-Amalryk, Arnald Amalryk, łac. Arnaldus Amalrici, zm. 29 września 1225) – cysters, opat Cîteaux 1201–1212, legat papieski od 1204, arcybiskup Narbony od 1212.
W 1201 został wybrany na opata w klasztorze cysterskim w Cîteaux, którym pozostał aż do chwili przyjęcia święceń biskupich.
W 1204 mianowany legatem papieskim przez Innocentego III, który w liście nadał mu szerokie uprawnienia do walki z kataryzmem. Uczestnik wielu debat pomiędzy katolikami a katarami w latach 1204–1209. W czasie narad z papieżem i legatem Milonem, papieskim notariuszem w Rzymie powzięli postanowienie o rozpoczęciu działań wojennych w Langwedocji, a 28 marca 1208 został naznaczony na przywódcę wyprawy krzyżowej.
W pierwszej połowie 1209 z poduszczenia Innocentego III nadzorował gromadzenie się i stanął na czele armii zbierającej się w Lyonie, by odbyć wyprawę krzyżową przeciwko albigensom. W jej trakcie, 22 lipca 1209 podczas rzezi obrońców Béziers miał podobno wyrzec następujące słowa:Zabijcie ich [wszystkich]. Bóg swoich rozpozna, na zapytanie jak odróżnić heretyków od katolików. Prawdziwość takiego zdarzenia jest jednak bardzo mocno kwestionowana głównie dlatego iż jedyne źródło historyczne z epoki „Dialogus miraculorum” które o nim wspomina zostało napisane dopiero 60 lat później, a jego autor niemiecki mnich Cesar z Heisterbach uważany jest za osobę obdarzoną żywą wyobraźnią, oraz mało troszczącą się o prawdę historyczną. Uważał, że w celu zdławienia herezji konieczny jest podbój posiadłości wicehrabiego Carcassonne i Béziers Rajmunda Rogera Trencavela i hrabstwa Tuluzy Rajmunda VI, któremu zarzucał osobistą odpowiedzialność za śmierć poprzedniego legata – Piotra z Castelnau.
W lutym 1210 w opactwie Saint-Thierry przyjął wyparcie się kataryzmu przez jednego z seniorów z okolic Béziers – Stefana z Servian. Na wiosnę 1211 interweniował natomiast pomyślnie u papieża o niezawieszanie krucjaty, czego domagali się władcy Aragonii i Tuluzy, motywując to stwierdzeniem, że w Langwedocji kataryzm wciąż nie został wykorzeniony. W 1212 został mianowany przez Innocentego III arcybiskupem Narbony, w miejsce złożonego z urzędu Berengara (urząd ten objął 12 marca).
W styczniu 1213 oskarżony wraz z Szymonem z Montfort przez Innocentego III (z poduszczenia Piotra II, króla Aragonii) o chęć podboju ziem, które nie pozostawały w granicach oddziaływania herezji.